# Coulagnet
Der Coulagnet ist ein Fluss in Frankreich, der im Département Lozère in der Region Okzitanien verläuft. Er entspringt an der Gemeindegrenze von Chastel-Nouvel und Monts-de-Randon, entwässert generell in südwestlicher Richtung 
und mündet nach rund 25 Kilometern im Gemeindegebiet von Marvejols als linker Nebenfluss in die Colagne.

## Orte am Fluss
(Reihenfolge in Fließrichtung)
- Coulagnet, Gemeinde Chastel-Nouvel
- Servières
- Baldassé, Gemeinde Gabrias
- Montrodat
- Marvejols